# Copa de la Reina de Balonmano 2023-24
La Copa de la Reina de Balonmano 2023-2024 fue la cuadragésimo quinta edición de esta competición española en la que el Super Amara Bera Bera se proclamó campeón.
Se celebró entre el 18 de noviembre de 2023 y el fin de semana del 10 al 12 de mayo en San Sebastián.Se disputó en tres fases: la primera la jugaron 8 equipos de División de Honor Oro y 4 equipos de la Liga Guerreras Iberdrola, en eliminatoria a partido único. La segunda fase la jugaron los 6 equipos clasificados de la primera ronda y los 4 restantes de la División de Honor que no jugaron en la fase anterior por quedar clasificados en la temporada anterior en competición europea.

## Competición
La competición la jugaron los 12 equipos de la División de Honor y 8 equipos de la División de Honor Oro (los dos descendidos de la División de Honor y los seis mejores clasificados de la temporada anterior).

### Primera fase
En la primera fase participaron (y se encuandran en el bombo A del sorteo) los equipos de la División de Honor Oro Balonmano Morvedre, Zonzamas Pluscar Lanzarote, Cicar Lanzarote Ciudad de Arrecife, Vinos Doña Berenguela Bolaños, Soliss Pozuelo de Calatrava y Errece Almassora Balonmano y, en el bombo B, los equipos de la misma División Club Balonmano Zuazo y Grafometal La Rioja además de los equipos de la División de Honor Elda Prestigio, Replasa Beti-Onak,Lobas Global Atac Oviedo y Motive.co Gijón Bm. La Calzada.
En caso de que los partidos terminaran en empate en el tiempo reglamentario se disputaría una prórroga y, si siguiera empatado, la clasificación a la siguiente ronda se decidiría con lanzamientos desde los siete metros. 
| 18 de noviembre de 2023 | Soliss Pozuelo de Calatrava | 18-27 | Motive.co Gijón Bm. La Calzada | Pabellón Las Espartanas, Pozuelo de Calatrava |  |

| 18 de noviembre de 2023 | Cicar Lanzarote Ciudad de Arrecife | 24-23 | Grafometal La Rioja | Pabellón municipal de Titerroy, Lanzarote |  |

| 18 de noviembre de 2023 | Balonmano Morvedre | 19-25 | Replasa Beti-Onak | Pabellón René Marigil, Sagunto |  |

| 18 de noviembre de 2023 | Vinos Doña Berenguela Bolaños | 27-28 | Lobas Global Atac Oviedo | Pabellón Macarena Aguilar, Bolaños de Calatrava |  |

| 18 de noviembre de 2023 | Zonzamas Pluscar Lanzarote | 28-29 | Club Balonmano Zuazo | Pabellón Municipal de San Bartolomé, Lanzarote |  |

| 18 de noviembre de 2023 | Errece Almassora Balonmano | 22 - 25 | Elda Prestigio | Pabellón Municipal La Garrofera, Almazora |  |

### Segunda fase
Una vez terminados los partidos de la primera fase, la segunda enfrentó a los equipos de División de Honor Costa del Sol Málaga, atticgo Balonmano Elche, Caja Rural Aula Valladolid, Conserva ORBE Porriño, Mecalia Atlético Guardés, Rocasa Gran Canaria que no participaron en la fase anterior y los equipos clasificados Motive.co Gijón Bm. La Calzada, Cicar Lanzarote Ciudad de Arrecife, Replasa Beti-Onak, Elda Prestigio, Lobas Global Atac Oviedo, Club Balonmano Zuazo.
En el sorteo celebrado el 4 de diciembre se definieron los siguientes emparejamientos. A cuartos de final ya estaban clasificados el Super Amara Bera Bera, campeón de la Copa del curso pasado y KH-7 Granollers, que fue finalista.
Como curiosidad, María Prieto O'Mullony anotó 17 goles en el partido que enfrentó al Caja Rural Aula Valladolid contra el Cicar Lanzarote Ciudad de Arrecife.
| 24 de enero de 2024 | Elda Prestigio | 25-20 | Rocasa Gran Canaria | Pabellón Ciudad de Elda, Elda |  |

| 20 de enero de 2024 | Club Balonmano Zuazo | 19-33 | Costa del Sol Málaga | Polideportivo Municipal de Lasesarre, Baracaldo |  |

| 23 de enero de 2024 | Lobas Global Atac Oviedo | 17-33 | atticgo Balonmano Elche | Florida Arena, Oviedo |  |

| 20 de enero de 2024 | Replasa Beti-Onak | 22-24 | Conserva ORBE Rubensa Porriño | Polideportivo Municipal Hermanos Induráin, Villava |  |

| 20 de enero de 2024 | Cicar Lanzarote Ciudad de Arrecife | 28-34 | Caja Rural Aula Valladolid | Pabellón municipal de Titerroy, Lanzarote |  |

| 20 de enero de 2024 | Motive.co Gijón Bm. La Calzada | 27-29 | Mecalia Atlético Guardés | Pabellón de Deportes La Arena, Gijón |  |

### Fase final
La fase final se celebró en el Donostia Arena de Illunbe, del 10 al 12 de mayo y los equipos participantes son Costa del Sol Málaga, atticgo Balonmano Elche, Caja Rural Aula Valladolid, Conserva ORBE Porriño, Mecalia Atlético Guardés, Elda Prestigio, KH-7 Granollers y el equipo clasificado por ser organizador, el Super Amara Bera Bera.
El cuadro de la fase final, tras el sorteo celebrado en el Aquarium de San Sebastián, se conformó de la siguiente forma y estos fueron sus resultados:
|  | Cuartos de final               | Cuartos de final   |                            |                      | Semifinales        | Semifinales        |  |                            | Final              | Final              |  |
|  | 10 de mayo de 2024             | 10 de mayo de 2024 |                            |                      | 11 de mayo de 2024 | 11 de mayo de 2024 |  |                            | 12 de mayo de 2024 | 12 de mayo de 2024 |  |
|  |                                |                    |                            |                      |                    |                    |  |                            |                    |                    |  |
|  |                                |                    |                            |                      |                    |                    |  |                            |                    |                    |  |
|  | KH-7 Bm. Granollers            | 31                 |                            |                      |                    |                    |  |                            |                    |                    |  |
|  | KH-7 Bm. Granollers            | 31                 |                            |                      |                    |                    |  |                            |                    |                    |  |
|  | Elda Prestigio                 | 27                 |                            |                      |                    |                    |  |                            |                    |                    |  |
|  | Elda Prestigio                 | 27                 |                            | KH-7 Bm. Granollers  | 33                 |                    |  |                            |                    |                    |  |
|  |                                |                    |                            | KH-7 Bm. Granollers  | 33                 |                    |  |                            |                    |                    |  |
|  |                                |                    | Caja Rural Aula Valladolid | 41                   |                    |                    |  |                            |                    |                    |  |
|  | Conservas ORBE Rubensa Porriño | 24                 | Caja Rural Aula Valladolid | 41                   |                    |                    |  |                            |                    |                    |  |
|  | Conservas ORBE Rubensa Porriño | 24                 |                            |                      |                    |                    |  |                            |                    |                    |  |
|  | Caja Rural Aula Valladolid     | 26                 |                            |                      |                    |                    |  |                            |                    |                    |  |
|  | Caja Rural Aula Valladolid     | 26                 |                            |                      |                    |                    |  | Caja Rural Aula Valladolid | 24                 |                    |  |
|  |                                |                    |                            |                      |                    |                    |  | Caja Rural Aula Valladolid | 24                 |                    |  |
|  |                                |                    | Super Amara Bera Bera      | 32                   |                    |                    |  |                            |                    |                    |  |
|  | atticgo Elche                  | 33                 | Super Amara Bera Bera      | 32                   |                    |                    |  |                            |                    |                    |  |
|  | atticgo Elche                  | 33                 |                            |                      |                    |                    |  |                            |                    |                    |  |
|  | Costa del Sol Málaga           | 34                 |                            |                      |                    |                    |  |                            |                    |                    |  |
|  | Costa del Sol Málaga           | 34                 |                            | Costa del Sol Málaga | 25                 |                    |  |                            |                    |                    |  |
|  |                                |                    |                            | Costa del Sol Málaga | 25                 |                    |  |                            |                    |                    |  |
|  |                                |                    | Super Amara Bera Bera      | 30                   |                    |                    |  |                            |                    |                    |  |
|  | Super Amara Bera Bera          | 35                 | Super Amara Bera Bera      | 30                   |                    |                    |  |                            |                    |                    |  |
|  | Super Amara Bera Bera          | 35                 |                            |                      |                    |                    |  |                            |                    |                    |  |
|  | Mecalia Atlético Guardés       | 23                 |                            |                      |                    |                    |  |                            |                    |                    |  |
|  | Mecalia Atlético Guardés       | 23                 |                            |                      |                    |                    |  |                            |                    |                    |  |
|  |                                |                    |                            |                      |                    |                    |  |                            |                    |                    |  |

## Goleadoras
Los partidos de la fase final terminaron con las siguientes goleadoras.
| N.º | Jugadora                         | Equipo                    | Goles | Partidos |
| 1   | María Prieto O'Mullony           | Cja Rural Aula Valladolid | 21    | 3        |
| 2   | Martina Capdevilla Barbany       | KH-7 BM. Granollers       | 16    | 2        |
| 3   | Laura Hernández Selva            | Super Amara Bera Bera     | 16    | 3        |
| 4   | Esther Arrojería Arantzazistroke | Super Amara Bera Bera     | 15    | 3        |
| 5   | Marcela Arounian                 | Cja Rural Aula Valladolid | 14    | 3        |